# 齐齐哈尔医学院第三附属医院
齐齐哈尔医学院第三附属医院，原齐齐哈尔铁路中心医院，始建于1928年，是一所大型综合性医院，中国首批“三级甲等医院”，是中国铁路系统服务十佳医院，中国铁路系统呼吸内科研究中心。